# Балдирбек
Балдирбе́к (каз. Балдыберек) — село у складі Толебійського району Туркестанської області Казахстану. Адміністративний центр Каратобинського сільського округу.
До 1992 року село називалось Красний Боєць.
Населення — 697 осіб (2021; 841 у 2009, 656 у 1999, 586 у 1989).